# Duras (Lot-et-Garonne)
Pour les articles homonymes, voir Duras.
Duras [dyʁas] est une commune du Sud-Ouest de la France, située dans le département de Lot-et-Garonne (région Nouvelle-Aquitaine).
Ancien chef-lieu du canton de Duras, la commune est depuis 2015 le bureau centralisateur du canton des Coteaux de Guyenne.
Les habitants en sont les Duraquois.

## Géographie

### Localisation
La commune de Duras est située à 62,5 km au nord-ouest d'Agen et 62,7 km au sud-est de Bordeaux ainsi qu'à 19,5 km au nord de Marmande et 30,6 km au sud de Bergerac. Elle est limitrophe du département de la Gironde.

### Communes limitrophes
Les communes limitrophes sont  Auriac-sur-Dropt, Baleyssagues, Cours-de-Monségur, Esclottes, Pardaillan, Saint-Pierre-sur-Dropt, Saint-Sernin, Savignac-de-Duras et Taillecavat.
| Esclottes                                          | Savignac-de-Duras      | Saint-Sernin     |
| Baleyssagues                                       | Duras                  | Pardaillan       |
| Cours-de-Monségur (Gironde), Taillecavat (Gironde) | Saint-Pierre-sur-Dropt | Auriac-sur-Dropt |

### Géologie et relief

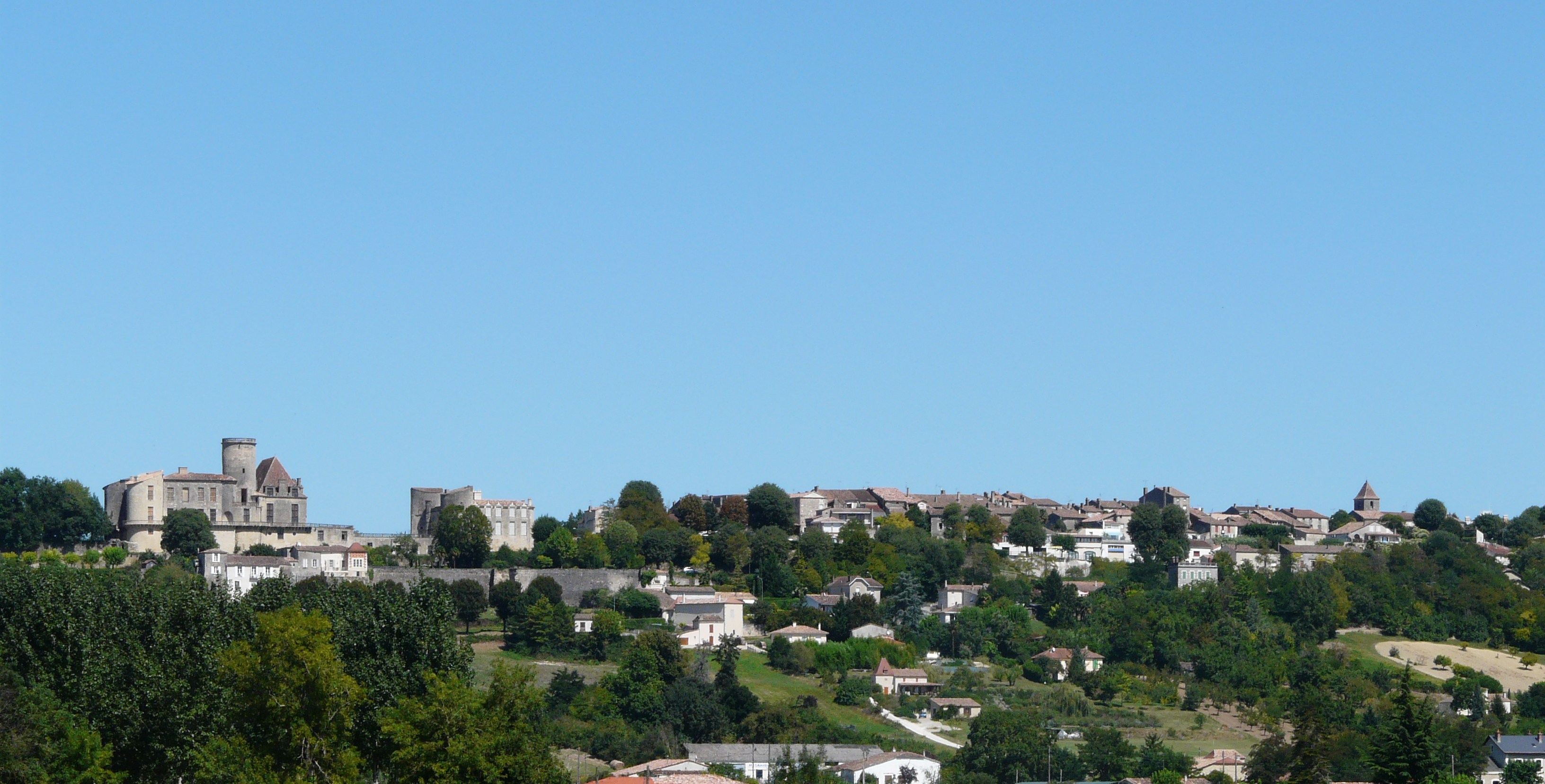
Le bourg de Duras.

Située en Guyenne dans le vignoble des côtes-de-Duras, la commune de Duras est arrosée par un affluent de la Garonne, le Dropt, qui sert de limite naturelle à la commune au sud, la séparant de Saint-Pierre-sur-Dropt, Taillecavat et Cours-de-Monségur jusqu'au confluent avec la Dourdèze.
La géologie de Duras repose sur une succession de dépôts sédimentaires — molasses du Fronsadais (argiles à filons sableux) éocènes ou oligocènes, argiles et calcaires de Castillon et calcaires à astéries oligocènes — formant de faibles reliefs plus accentués à l'est de la commune, entaillés au nord-ouest et de l'ouest au sud du territoire communal par les vallées de la Dourdèze et du Dropt qui y ont déposé des alluvions récentes.

### Climat
Le climat qui caractérise la commune est qualifié, en 2010, de « climat du Bassin du Sud-Ouest », selon la typologie des climats de la France qui compte alors huit grands types de climats en métropole. En 2020, la commune ressort du type « climat océanique altéré » dans la classification établie par Météo-France, qui ne compte désormais, en première approche, que cinq grands types de climats en métropole. Il s’agit d’une zone de transition entre le climat océanique et les climats de montagne et semi-continental. Les écarts de température entre hiver et été augmentent avec l'éloignement de la mer. La pluviométrie est plus faible qu'en bord de mer, sauf aux abords des reliefs.
Les paramètres climatiques qui ont permis d’établir la typologie de 2010 comportent six variables pour les températures et huit pour les précipitations, dont les valeurs correspondent à la normale 1971-2000. Les sept principales variables caractérisant la commune sont présentées dans l'encadré ci-après.
| Paramètres climatiques communaux sur la période 1971-2000 - Moyenne annuelle de température : 13 °C - Nombre de jours avec une température inférieure à −5 °C : 1,5 j - Nombre de jours avec une température supérieure à 30 °C : 7,4 j - Amplitude thermique annuelle : 15,5 °C - Cumuls annuels de précipitation : 769 mm - Nombre de jours de précipitation en janvier : 10,7 j - Nombre de jours de précipitation en juillet : 6,6 j |

Avec le changement climatique, ces variables ont évolué. Une étude réalisée en 2014 par la Direction générale de l'Énergie et du Climat complétée par des études régionales prévoit en effet que la  température moyenne devrait croître et la pluviométrie moyenne baisser, avec toutefois de fortes variations régionales. La station météorologique de Météo-France installée sur la commune et mise en service en 1962 permet de connaître en continu l'évolution des indicateurs météorologiques. Le tableau détaillé pour la période 1981-2010 est présenté ci-après.
| Mois                                  | jan.             | fév.         | mars         | avril           | mai             | juin         | jui.          | août           | sep.          | oct.            | nov.          | déc.            | année      |
| ------------------------------------- | ---------------- | ------------ | ------------ | --------------- | --------------- | ------------ | ------------- | -------------- | ------------- | --------------- | ------------- | --------------- | ---------- |
| Température minimale moyenne (°C)     | 2,4              | 2,7          | 4,8          | 6,7             | 10,2            | 13,2         | 15            | 14,9           | 12,1          | 9,7             | 5,4           | 3,1             | 8,4        |
| Température moyenne (°C)              | 5,8              | 6,9          | 9,8          | 12              | 15,8            | 19,1         | 21,2          | 21,1           | 18,1          | 14,5            | 9,2           | 6,4             | 13,4       |
| Température maximale moyenne (°C)     | 9,3              | 11,2         | 14,8         | 17,4            | 21,4            | 24,9         | 27,4          | 27,4           | 24            | 19,3            | 13,1          | 9,6             | 18,4       |
| Record de froid (°C) date du record   | −17,8 16.01.1985 | −14 09.02.12 | −10 01.03.05 | −2,3 21.04.1991 | 0,8 06.05.1975  | 3,2 01.06.06 | 7 02.07.12    | 5,2 30.08.1986 | 3 27.09.10    | −3,4 25.10.03   | −7,5 18.11.07 | −12 26.12.1962  | −17,8 1985 |
| Record de chaleur (°C) date du record | 19 28.01.1987    | 25 27.02.19  | 26 20.03.05  | 29,8 08.04.11   | 33,5 18.05.1992 | 38 27.06.11  | 41,5 23.07.19 | 40,3 04.08.03  | 36,3 03.09.05 | 31,6 03.10.1985 | 26 07.11.15   | 20,2 15.12.1989 | 41,5 2019  |
| Précipitations (mm)                   | 68,3             | 60,9         | 57,4         | 77,3            | 71              | 58,6         | 51,2          | 58,8           | 67,6          | 74              | 80,6          | 78,1            | 803,8      |

## Urbanisme

### Typologie
Au 1er janvier 2024, Duras est catégorisée bourg rural, selon la nouvelle grille communale de densité à sept niveaux définie par l'Insee en 2022.
Elle est située hors unité urbaine et hors attraction des villes,.

### Occupation des sols

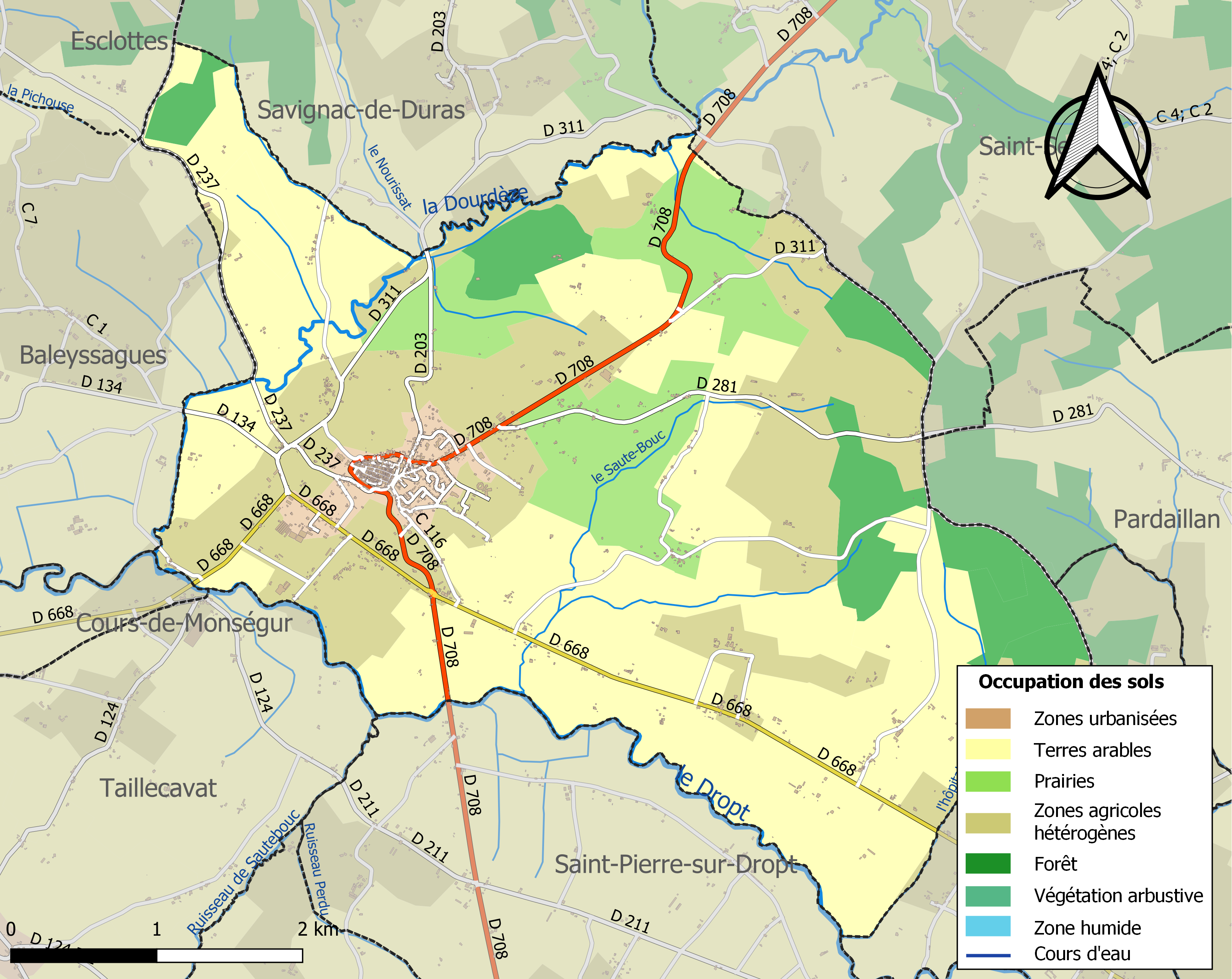
Carte des infrastructures et de l'occupation des sols de la commune en 2018 (CLC).

L'occupation des sols de la commune, telle qu'elle ressort de la base de données européenne d’occupation biophysique des sols Corine Land Cover (CLC), est marquée par l'importance des territoires agricoles (87,6 % en 2018), en diminution par rapport à 1990 (91,1 %). La répartition détaillée en 2018 est la suivante : 
terres arables (40,2 %), zones agricoles hétérogènes (28,8 %), prairies (12,2 %), forêts (9,3 %), cultures permanentes (6,4 %), zones urbanisées (3,1 %). L'évolution de l’occupation des sols de la commune et de ses infrastructures peut être observée sur les différentes représentations cartographiques du territoire : la carte de Cassini (XVIIIe siècle), la carte d'état-major (1820-1866) et les cartes ou photos aériennes de l'IGN pour la période actuelle (1950 à aujourd'hui).

### Voies de communication et transports

#### Voies routières
Le bourg, implanté sur une hauteur qui domine la vallée du Dropt, est un important carrefour routier sur les routes départementales 708 (ancienne RN 708) et 668 (ancienne RN 668) sur lesquelles viennent se greffer dans un rayon d'un kilomètre, les routes départementales 124, 134, 203, 237, 281 et 311.

#### Transports
Les gares les plus proches sont situées à La Réole sur la Ligne Bordeaux - Sète et à Sainte-Foy-la-Grande sur la Ligne Bordeaux - Sarlat.

### Risques majeurs
Le territoire de la commune de Duras est vulnérable à différents aléas naturels : météorologiques (tempête, orage, neige, grand froid, canicule ou sécheresse), inondations, mouvements de terrains et séisme (sismicité très faible). Il est également exposé à un risque technologique, le transport de matières dangereuses. Un site publié par le BRGM permet d'évaluer simplement et rapidement les risques d'un bien localisé soit par son adresse soit par le numéro de sa parcelle.

#### Risques naturels
Certaines parties du territoire communal sont susceptibles d’être affectées par le risque d’inondation par une crue à  débordement lent de cours d'eau, notamment le Dropt et la Dourdèze. La commune a été reconnue en état de catastrophe naturelle au titre des dommages causés par les inondations et coulées de boue survenues en 1982, 1983, 1999, 2009, 2018 et 2021,.
Les mouvements de terrains susceptibles de se produire sur la commune sont des affaissements et effondrements liés aux cavités souterraines (hors mines) et des tassements différentiels. Afin de mieux appréhender le risque d’affaissement de terrain, un inventaire national permet de localiser les éventuelles cavités souterraines sur la commune.

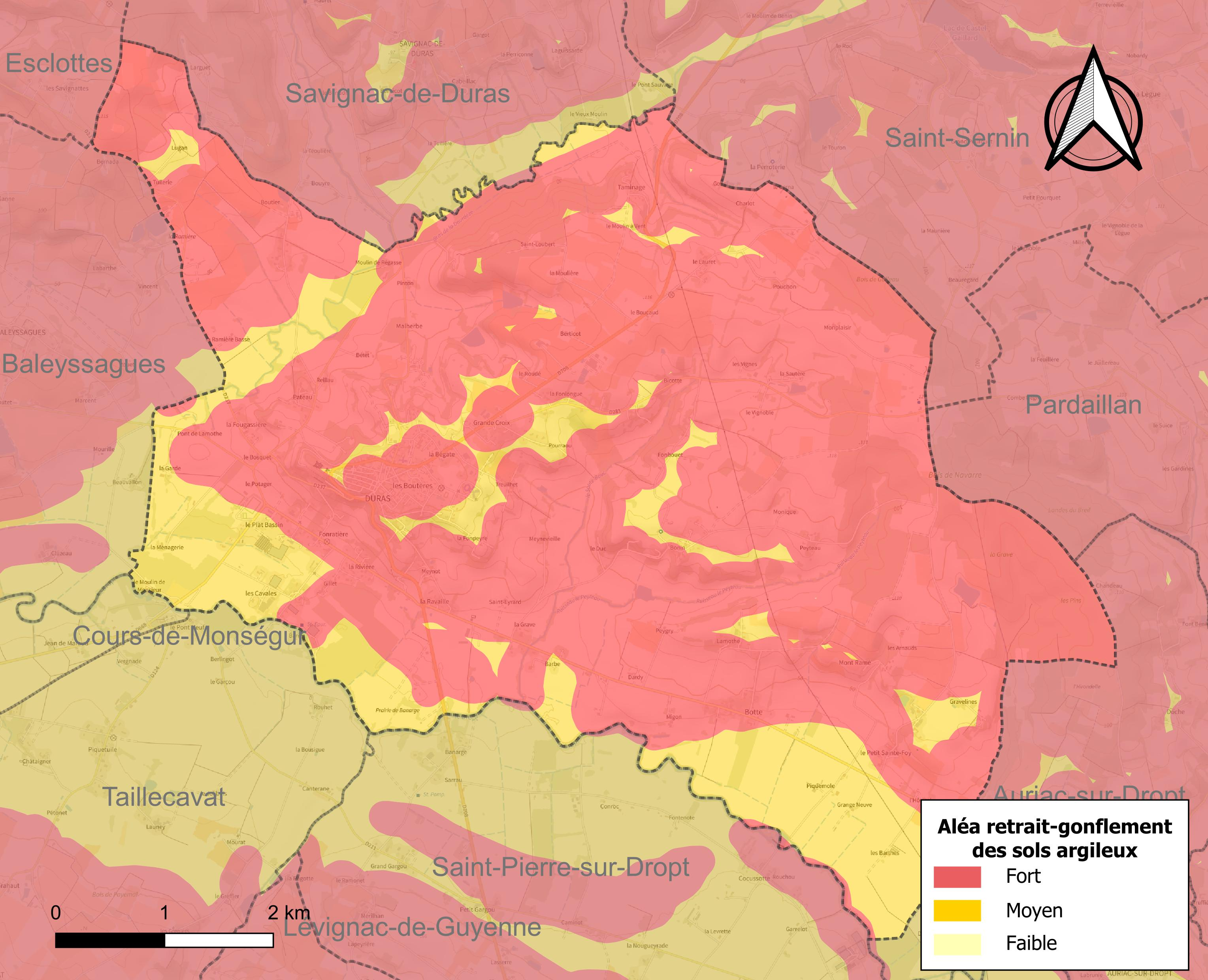
Carte des zones d'aléa retrait-gonflement des sols argileux de Duras.

Le retrait-gonflement des sols argileux est susceptible d'engendrer des dommages importants aux bâtiments en cas d’alternance de périodes de sécheresse et de pluie. La totalité de la commune est en aléa moyen ou fort (91,8 % au niveau départemental et 48,5 % au niveau national). Depuis le 1er octobre 2020, en application de la loi ELAN, différentes contraintes s'imposent aux vendeurs, maîtres d'ouvrages ou constructeurs de biens situés dans une zone classée en aléa moyen ou fort,.
Concernant les mouvements de terrains, la commune a été reconnue en état de catastrophe naturelle au titre des dommages causés par la sécheresse en 1989, 2002, 2003 et 2011, par des mouvements de terrain en 1999 et par des glissements de terrain en 1994.

## Toponymie
La forme la plus ancienne de Duras pourrait provenir du celte duros signifiant hauteur fortifiée, racine à laquelle aurait été ajouté le suffixe -acum.
Le duras est aussi le nom d'un cépage de la région gaillacoise auquel on a voulu donner les mêmes origines.

## Histoire
La ville de Duras est née en 1137 ou peu après, lorsque le vicomte de Bezaume (probablement Guillaume-Amanieu de Gabardan) a saccagé la ville voisine de Saint-Eyrard (oc), dépendante de l'abbaye bénédictine de La Réole, et forcé sa population à se déplacer près de son château (dont on déduit qu'il existait déjà). Entre 1137 et 1233, date de la mention d'un prior de Duras, le prieuré de Saint-Eyrard, possession de l'abbaye de La Réole, a lui aussi été transféré à Duras.
Ce lieu a donné son nom à une branche de la maison de Durfort. Il fut érigé en marquisat en 1609 et en duché de Duras en 1689.

### Héraldique
| Armes de Duras | Les armes de Duras se blasonnent ainsi : Écartelé d'argent et de gueules. |

## Politique et administration

### Liste des maires
| Période                                  | Période   | Identité         | Étiquette | Qualité |
| ---------------------------------------- | --------- | ---------------- | --------- | --- |
| Les données manquantes sont à compléter. |           |                  |           | |
|                                          |           |                  |           | |
| mars 1971                                | juin 1995 | Lucien Chollet   | UDF       | Conseiller général du canton de Duras (1967-1998)                                                            |
| juin 1995                                | mars 2001 | Jean-Marc Delmas |           | |
| mars 2001                                | mars 2008 | Claude Donis     |           | |
| mars 2008 (réélue en mai 2020)           | En cours  | Bernadette Dreux | LR        | Conseillère générale du canton de Duras (2004-2015) Présidente de la communauté de communes du Pays de Duras |

## Jumelages
- Saint-Trond (Belgique) depuis 1998[25]

## Population et société

### Démographie

#### Évolution démographique
L'évolution du nombre d'habitants est connue à travers les recensements de la population effectués dans la commune depuis 1793. Pour les communes de moins de 10 000 habitants, une enquête de recensement portant sur toute la population est réalisée tous les cinq ans, les populations de référence des années intermédiaires étant quant à elles estimées par interpolation ou extrapolation. Pour la commune, le premier recensement exhaustif entrant dans le cadre du nouveau dispositif a été réalisé en 2004.

En 2022, la commune comptait 1 206 habitants, en évolution de −8,57 % par rapport à 2016 (Lot-et-Garonne : −0,18 %, France hors Mayotte : +2,11 %).
| 1793  | 1800  | 1806  | 1821  | 1831  | 1836  | 1841  | 1846  | 1851  |
| ----- | ----- | ----- | ----- | ----- | ----- | ----- | ----- | ----- |
| 1 649 | 1 501 | 1 428 | 1 504 | 1 612 | 1 702 | 1 701 | 1 717 | 1 667 |

| 1856  | 1861  | 1866  | 1872  | 1876  | 1881  | 1886  | 1891  | 1896  |
| ----- | ----- | ----- | ----- | ----- | ----- | ----- | ----- | ----- |
| 1 674 | 1 617 | 1 663 | 1 667 | 1 681 | 1 607 | 1 612 | 1 556 | 1 634 |

| 1901  | 1906  | 1911  | 1921  | 1926  | 1931  | 1936  | 1946  | 1954  |
| ----- | ----- | ----- | ----- | ----- | ----- | ----- | ----- | ----- |
| 1 562 | 1 516 | 1 524 | 1 328 | 1 373 | 1 464 | 1 533 | 1 332 | 1 294 |

| 1962  | 1968  | 1975  | 1982  | 1990  | 1999  | 2004  | 2006  | 2009  |
| ----- | ----- | ----- | ----- | ----- | ----- | ----- | ----- | ----- |
| 1 303 | 1 298 | 1 245 | 1 244 | 1 200 | 1 214 | 1 197 | 1 182 | 1 213 |

| 2014  | 2019  | 2022  | - | - | - | - | - | - |
| ----- | ----- | ----- | - | - | - | - | - | - |
| 1 308 | 1 219 | 1 206 | - | - | - | - | - | - |

#### Pyramide des âges
La population de la commune est relativement âgée.
En 2018, le taux de personnes d'un âge inférieur à 30 ans s'élève à 22,4 %, soit en dessous de la moyenne départementale (30,2 %). À l'inverse, le taux de personnes d'âge supérieur à 60 ans est de 48,4 % la même année, alors qu'il est de 33,1 % au niveau départemental.
En 2018, la commune comptait 579 hommes pour 672 femmes, soit un taux de 53,72 % de femmes, légèrement supérieur au taux départemental (51,96 %).
Les pyramides des âges de la commune et du département s'établissent comme suit.
| Hommes | Classe d’âge | Femmes |
| ------ | ------------ | ------ |
| 4,3    | 90 ou +      | 6,2    |
| 17,6   | 75-89 ans    | 20,5   |
| 25,4   | 60-74 ans    | 22,6   |
| 20,0   | 45-59 ans    | 18,8   |
| 10,5   | 30-44 ans    | 9,3    |
| 11,7   | 15-29 ans    | 11,6   |
| 10,6   | 0-14 ans     | 11,0   |

| Hommes | Classe d’âge | Femmes |
| ------ | ------------ | ------ |
| 1,2    | 90 ou +      | 2,7    |
| 10,3   | 75-89 ans    | 12,5   |
| 20,5   | 60-74 ans    | 21,2   |
| 20,2   | 45-59 ans    | 19,9   |
| 16,3   | 30-44 ans    | 15,8   |
| 14,8   | 15-29 ans    | 13,3   |
| 16,7   | 0-14 ans     | 14,7   |

### Enseignement
La commune relève de l'académie de Bordeaux.
La ville administre une école maternelle et une école élémentaire communales et le département gère un collège : le collège Lucien Sigala qui a un taux de réussite de 98% au DNB 2020.
La commune administre également une crèche (MAM)

### Manifestations culturelles et festivités
- Juillet, Aout : marchés nocturnes le jeudi soir, projection son et lumières sur les façades du château tous les dimanches, mardis et jeudis ;
- Juillet : festival de musique électronique Durassic Festival, Fête du 14 Juillet avec feu d'artifice et projection son et lumières au château ;
- 15 août : brocante ;
- Août : fête médiévale (jeux anciens, animations gratuites dans la ville, spectacle payant au pied du château), fête du vin ;
- Septembre : les Ducales, concert de musique classique au sein du château ;
- Octobre : rassemblement d'Halloween;
- Décembre : marché de Noël.

### Santé
Il y a une maison maison médicale où sont présents médecins généralistes, infirmiers, kinésithérapeute, ostéopathe et dentiste. Un EHPAD est présent sur la commune ainsi qu'une résidence pour personnes âgées (MARPA).

### Cinéma
En 2012 a été tourné dans la commune le film La Dune de Yossi Aviram.

### Sports
- Stade municipal Francois-Ballet.
- Gymnase
- Terrains de pétanque
- Skate parc

### Cultes
- Catholique : paroisse Saint-Martin du Dropt.

## Économie

### Revenus de la population et fiscalité
En 2006, le revenu fiscal médian par ménage était de 13 675 €, ce qui plaçait Duras au 26 483e rang parmi les 30 687 communes de plus de 50 ménages en métropole.

### Emploi
- Agriculture : 128 ha de vignes et 278 de bois.

### Entreprises et commerces
- Marché : le lundi matin et le jeudi soir l'été.
- Vignobles des Côtes-de-duras (AOC) et la Maison des vins.
- Fabrique artisanale de chocolats et pruneaux d'Agen (société Guinguet).
- Hébergements touristiques : des gîtes, deux hôtels et deux campings dont un municipal assurant également une aire pour camping-cars.
- Maison de retraite.

## Lieux et monuments
- Château de Duras, XIIe au XVIIe siècle, classé monument historique en intégralité depuis 2002[36],
- Tour de l'Horloge, XIIIe et XVIIe siècles, ancienne porte de la ville, inscrite aux monuments historiques depuis 1953[37],
- Église Sainte Marie-Madeleine, construite au début du XIXe siècle à l'emplacement d'un temple protestant qui avait été affecté au culte catholique en 1685, sans clocher. La décoration intérieure est due au peintre italien Giovanni Masutti (1934), qui a œuvré dans plusieurs églises de la région à l'époque.
- Musée des monnaies[38] du XIIe au XIXe siècle,
- Sentier botanique[39],
- Le jardin des Vignes à la Maison des vins.

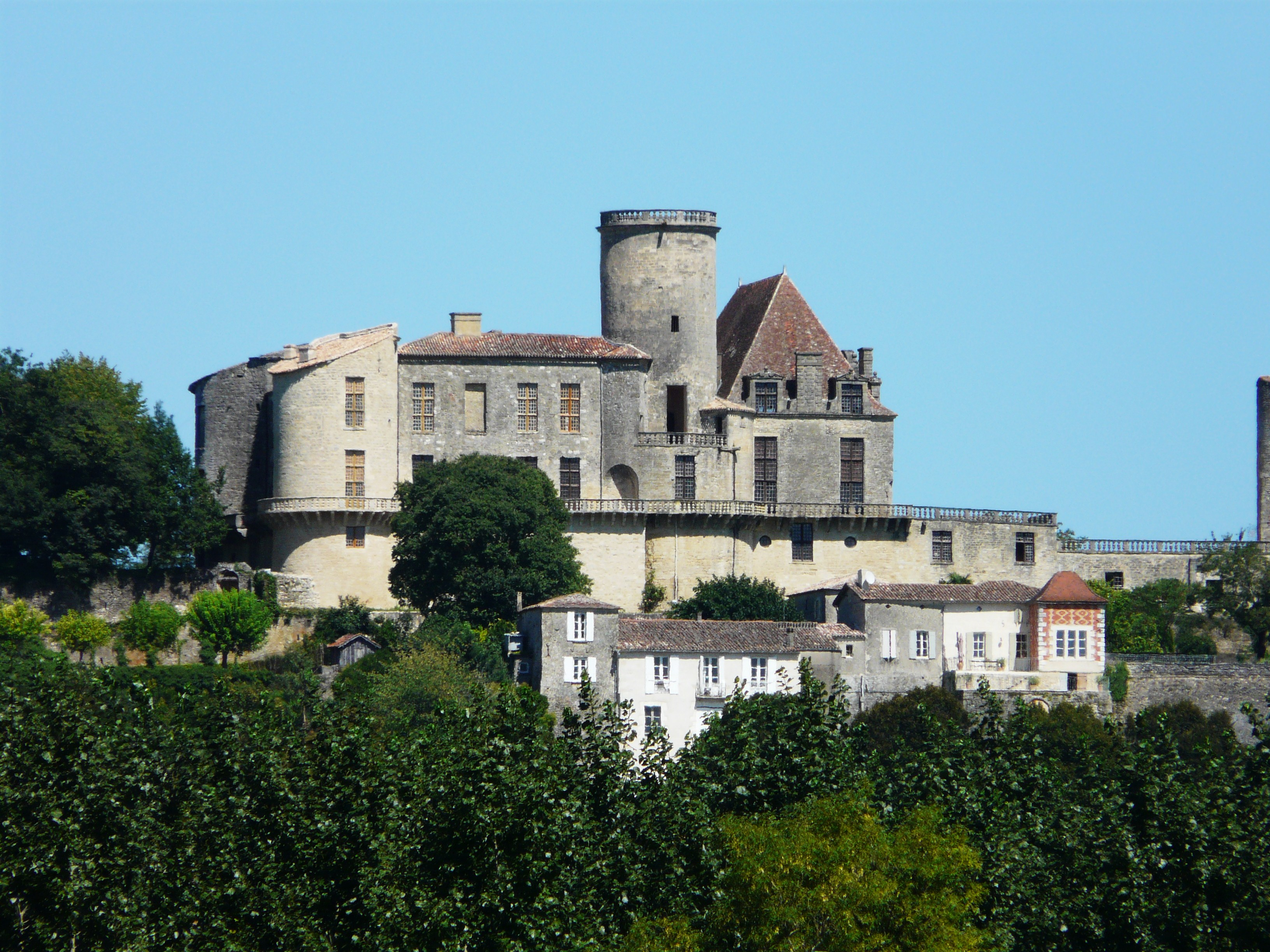
Façade sud-ouest du château.
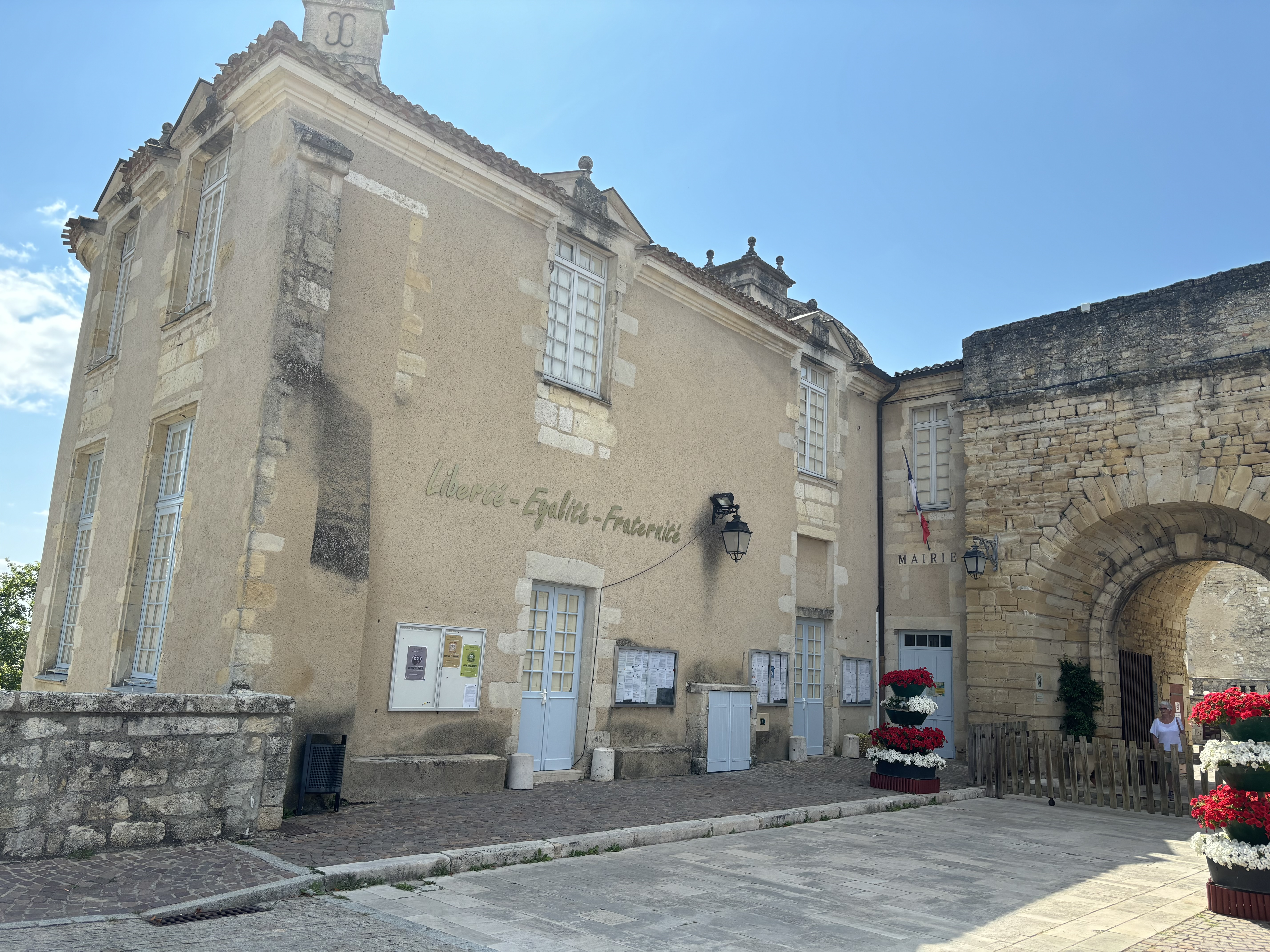
La mairie (août. 2024).
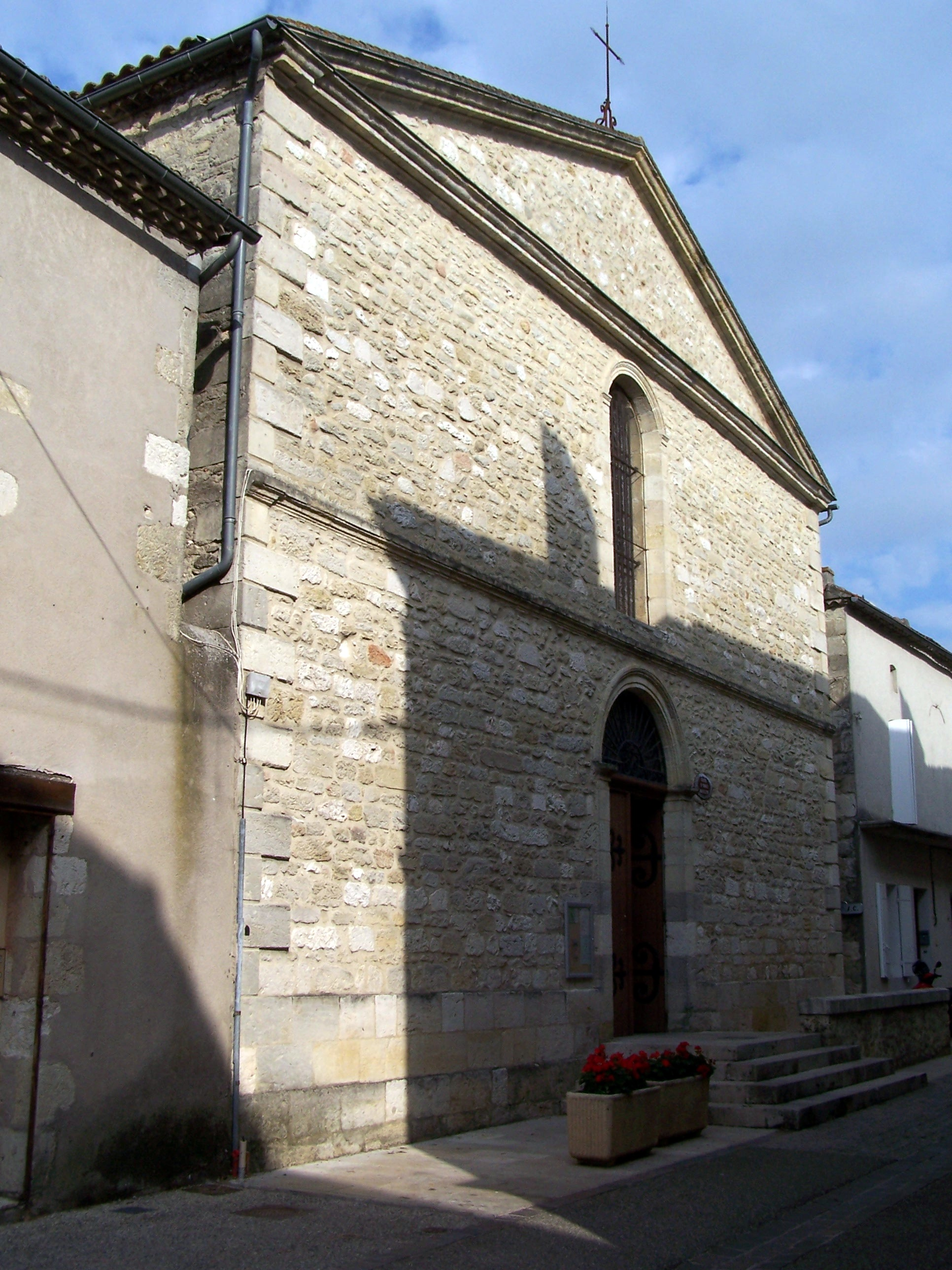
L'église Sainte-Marie-Madeleine, rue Jauffret (oct. 2012).
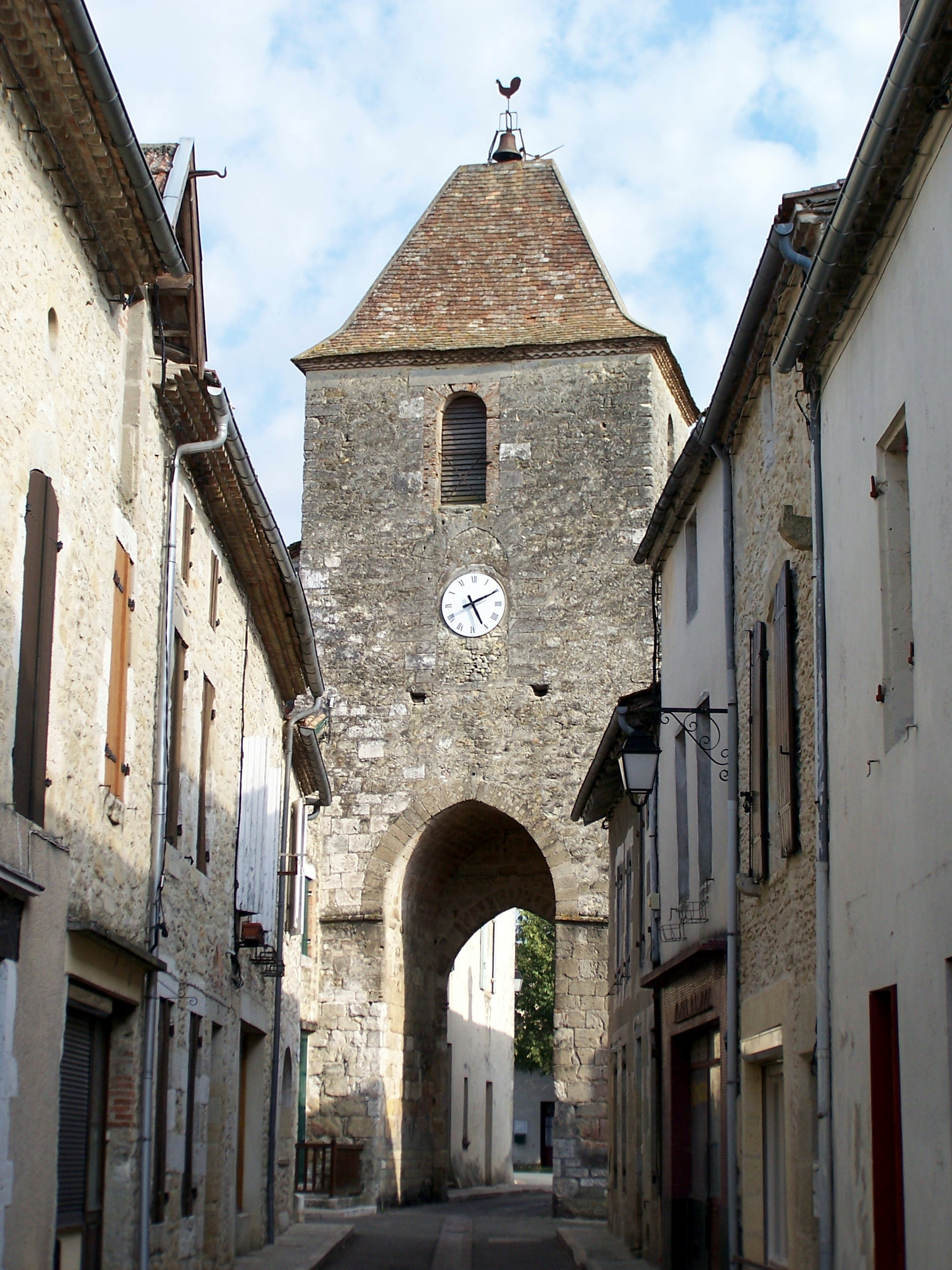
La tour de l'Horloge, côté ouest (oct. 2012).
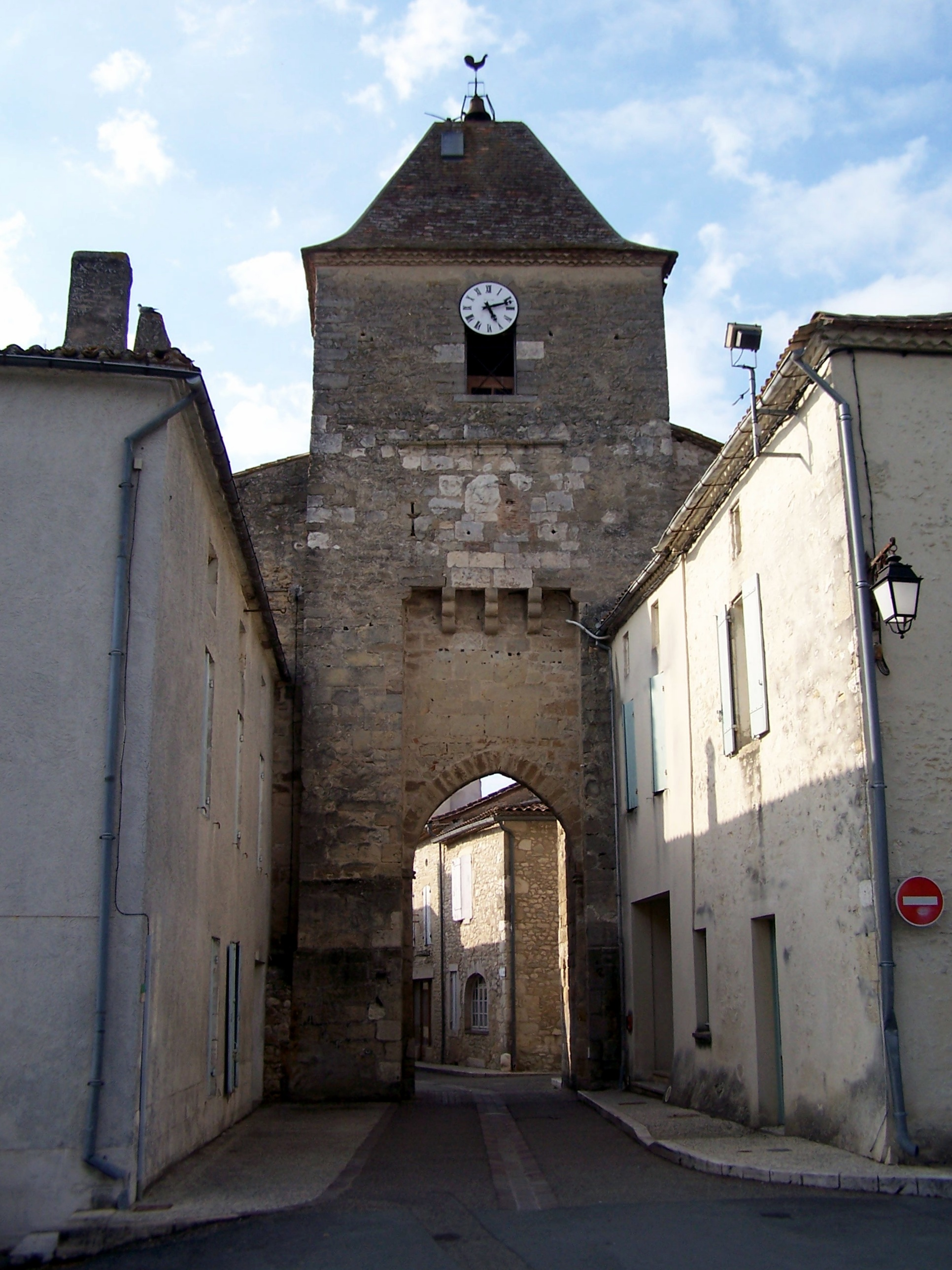
La tour de l'Horloge, côté est (oct. 2012).
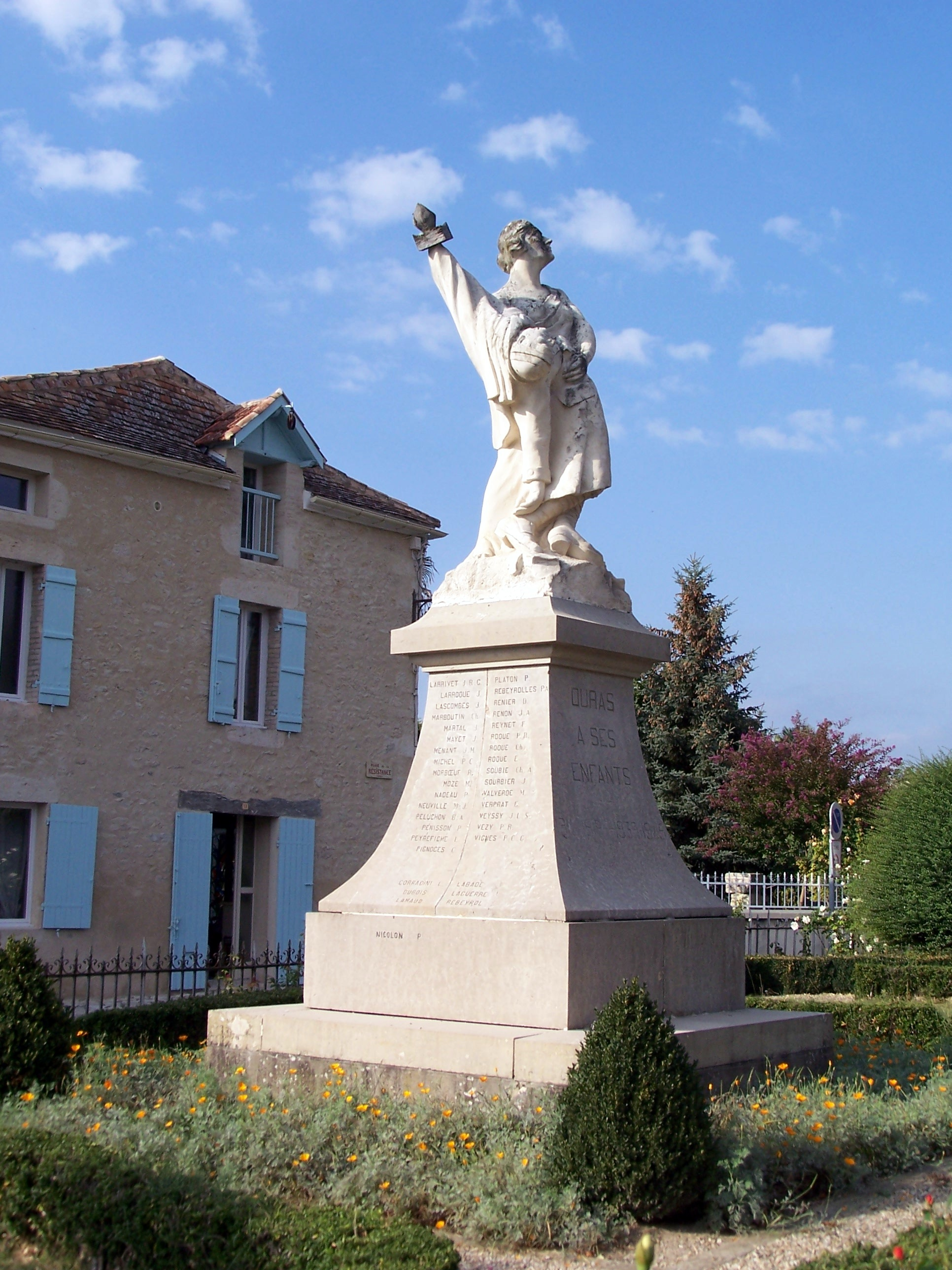
Le monument aux morts, place de la Résistance (oct. 2012).

## Personnalités liées à la commune
- Maison de Duras :
  - Guy Aldonce Ier de Durfort (1605–1665), marquis de Duras, militaire français ;
  - Jacques Henri de Durfort (1625–1704), fils du précédent, maréchal de France et gouverneur de Franche-Comté sous Louis XIV ;
  - Guy Aldonce II de Durfort (1630–1702), frère du précédent, également maréchal de France ;
  - Marie de Durfort (1648–1689), sœur des précédents ;
  - Louise d'Aumont (1759–1826), duchesse de Mazarin, issue de la famille des Durfort-Duras, devint la princesse Louise de Monaco après avoir épousé, le 15 juillet 1777, le prince de Monaco, futur Honoré IV (1758–1819). Cependant, malgré un mariage qui dura une vingtaine d’années — de 1777 (date du mariage) à 1798 (date du divorce), elle n’était plus l’épouse du prince lors de son avènement, après la période d'occupation française (1793–1814), le 30 mai 1814. De cette union naquirent deux fils qui régnèrent l’un après l’autre : le prince Honoré V (1778–1841) et le prince Florestan Ier (1785-1856). Le 4 juillet 2017[40], une plaque est dévoilée par le prince Albert II de Monaco : une des salles de la halle du village (datant du XVe siècle) porte désormais le nom de son aïeule, Louise-Félicité-Victoire d’Aumont, héritière des Durfort-Duras.
  - Claire de Kersaint (1777–1828), écrivain féministe, duchesse de Duras.
- David Hume de Godscroft (1558–1629), historien écossais, a été pasteur protestant à Duras pour une décennie, à partir de 1604.
- Jean Orieux (1907–1990), romancier et biographe, est né à Duras et y est enterré.
- Marguerite Duras (1914–1996), écrivain, née Marguerite Donnadieu, dont le nom de plume est une référence à la ville de Duras ; son nom a été donné à une place de la ville.